# Kosovec šoupálčí
Kosovec šoupálčí (Ifrita kowaldi) nebo také kosovec modrohlavý je pták z monotypického rodu Ifrita (kosovec), který obývá horské pralesy ostrova Nová Guinea v nadmořské výšce 1460–3680 m, většina jedinců ale žije v nadmořské výšce 2000 až 2900 metrů. Vědecký název získal podle arabského výrazu pro démona „ifrit“ a britského koloniálního činitele Charlese Kowalda.

## Popis a chování
Dosahuje délky 16–17 cm a hmotnosti 34–36 g. Má žlutohnědé zbarvení s černým a blankytně modrým vrcholkem hlavy a silným pruhem mezi okem a uchem, který je u samců bílý a u samic žlutý. Ptáci se živí hmyzem, někdy i drobným ovocem. Potravu vyhledávají jak na stromech, tak na zemi. Hnízdí od srpna do listopadu.
Peří kosovce šoupálčího obsahuje prudký jed batrachotoxin, který se do něj dostává z hlavní potravy, brouků bradavičníků. Ptáci jsou vůči jedu imunní a slouží jim k ochraně před predátory.

## Poddruhy
- I. kowaldi brunnea
- I. kowaldi kowaldi

## Systematika
Druh v roce 1890 popsal britsko-australský duchovní a zoolog Charles Walter De Vis. Systematické zařazení bylo dlouhou dobu nejasné; někdy býval řazen do čeledi kosíkovitých (Orthonychidae). V současnosti je řazen do monotypické čeledi Ifritidae, která je pravděpodobně sesterskou skupinou lejskovcovitých (Monarchidae).